# Эчиканвоке, Аннетт
Аннетт Эчиканвоке (англ. Annette Nneka Echikunwoke; род. 29 июля 1996, Пикерингтон) — американская легкоатлетка, которая специализируется в метании молота. Серебряный призёр летних Олимпийских игр 2024 года. Участница летних Олимпийских игр 2024 года в Париже.

## Карьера
Аннетт Эчиканвоке начала участвовать в соревнованиях по спортивному метанию молота ещё в школе после того, как выиграла несколько внутришкольных состязаний. Её двоюродная сестра — актриса Мегалин Эчиканвоке.
Эчиканвоке родом из Пикерингтона, штат Огайо. Обучалась в Университете Цинциннати и получила степень бакалавра и магистра. В 2020 году она решила представлять Нигерию, родину своих родителей, на национальном олимпийском отборе.
В 2021 году Эчиканвоке установила четыре рекорда Нигерии и Африки в метании молота, самый лучший результат составил — 75,49 м на фестивале USATF в Тусоне, 22 мая 2021 года.
Эчиканвоке должна была представлять Нигерию на летних Олимпийских играх 2020 года в Токио, но 29 июля 2021 года ей сообщили, что она не сможет участвовать в соревнованиях из-за халатности нигерийской федерации, которая не провела необходимые тесты и не выполнила антидопинговые правила. Десять нигерийских спортсменов, которые должны были участвовать в соревнованиях в Токио были дисквалифицированы из-за халатности Федерации легкой атлетики Нигерии.
Эчиканвоке поменяла спортивное гражданство и стала представлять Соединенные Штаты Америки в метании молота на летних Олимпийских играх 2024 года. Она метнула снаряд на 75,48 метров, заняв 2-е место на соревнованиях. Её серебряная медаль стала первой олимпийской медалью для США в метании молота среди женщин.

## Основные результаты
| Год  | Соревнование     | Место проведения | Место | Результат |
| ---- | ---------------- | ---------------- | ----- | --------- |
| 2024 | Олимпийские игры | Париж, Франция   | 2     | 75,48 м   |